# 清水港線
清水港線（日语：／ Shimizukō sen */?）曾經是一條連結日本靜岡縣清水市（現：靜岡市清水區）的清水站與同市內的三保站，屬於日本國有鐵道（國鐵）的鐵路線（地方交通線）。根據1980年（昭和55年）實施的國鐵再建法獲指定為第1次特定地方交通線，在貨物輸送衰退後，1984年（昭和59年）4月1日全線廢除，轉換為巴士。

## 路線資料
- 路線距離（營業距離）：8.3公里
- 軌距：1,067毫米
- 站數：6個（包括起終點站）
- 複線路段：沒有（全線單線）
- 電氣化路段：沒有（全線非電氣化（日语：非電化））
- 閉塞方式：Tablet閉塞式

## 历史
1916年（大正5年），江尻站（今清水站） - 清水港站作为東海道本線的货物支线开通。1944年（昭和19年）7月，该线延伸至三保站，并于同年12月在开始旅客营业额同时，从东海道本线分离，并被赋予了“清水港線”的线路名。
在旅客营业开始时，旅客列车曾同货物列车连结，运行混合列车。顶峰期曾每日运行数对旅客列车，在昭和30年代是国铁的盈利路线之一（同时亦是营业系数最小的路线）。然而，由于汽车普及的影响，清水港线开始出现1972年（昭和47年）开始，旅客列车（混合列车）每日仅有1对，是除货物专用路线以外，全日本旅客列车运行班次最少的路线。
运营末期的清水港线仅有8时10分发自清水和16时14分发自三保的班次，专门为通学旅客设置（几乎所有乘客都是前往折户站附近的高中的通学者）。由于车票较之巴士较为低廉，因此同样吸引了不少乘客。但是，在巴士会社了解了清水港线的这一特性后，为让仅乘坐单行的乘客（主要为放学时）也利用巴士而特别发售了通学用优惠券。

### 年表
- 1916年（大正5年）7月10日 - 江尻 - 清水港（1.0M ≒ 1.61 km）作为东海道本线货物支线开业，新设（货）清水港站[2]。
- 1930年（昭和5年）
  - 2月1日 - 清水港 - 清水埠头（0.5M ≒ 0.80 km）开业，新设（货）清水埠头站[3]。
  - 4月1日 - 营业距离由英制单位改为公制单位表示（江尻 - 清水埠头 1.5M → 2.5 km）。
- 1934年（昭和9年）12月1日 - 江尻站改名为清水站[4]。
- 1944年（昭和19年）
  - 7月1日 - 清水埠头 - 三保（6.0 km）开业，新设（货）巴川口站、（货）三保站。清水港 - 清水埠头修改营业距离（-0.2 km）[5]
  - 12月1日 - 全线开始旅客营业，分离为清水港线。新设折户站。清水埠头站、巴川口站、三保站开始旅客营业[6]。
- 1984年（昭和59年）4月1日 - 全线（8.3 km）废除，转换至静铁巴士。

## 使用车辆
直至线路废除时，列车都以上述方式运行由油罐车和旅客车厢组成的客货混合编组。
在清水港线废除时，静冈车辆区清水派出所共有5节由DD13型柴油机车牵引的Suhafu 42型、Oha 47型车厢。其中，Suhafu42 2184、2286和Oha47 2081等3节车厢后转让至大井川铁道，并将编号改为Suhafu42 184、286和Oha47 81，截止2020年仍然在役。而剩余的2节车厢中，Suhafu42 2105后被保存在巴川口 - 折户之间的交通博物馆屋外展示场，而Oha47 2080则被保存在天龙二俣站，但两者均已被拆除。
DD13型中的4辆后转让至名古屋临海铁道，其中2辆（224、226）于2012年（平成24年）报废并解体。剩余的2辆中，306截止至2020年时依然在役，225则同苫小牧港开发D5600型的D5605交换了车体后，目前依然在。

### 蒸汽机车
- C50型
  - 在1962年（昭和37年）2月15日的运行图调整中被DD13型柴油机车替代。

### 柴油机车
- DE10型
- DE11型
- DD13型

### 客车
- Maha 29型
- Oha 31型
  - 在铁道博物馆静态保存的Oha31 26曾在本线运行。
- Suha 32型
- Ohafu 61型
- Suhafu 50型
- Suhafu 42型
- Oha 47型
- 12系
  - 实际上从未定期运行，仅作为沼津机关区的临时列车Joyful Train“憩”开入。
- Taki 1900型
- Taki 2000型
  - 旧三保站的常备车，其中，Taki2026在报废后，被转为日本轻金属三保工场内的设施。
- Taki 5000型
- Taki 5450型
- Taki 6100型
- Taki 7000型
- Taki 7050型
- Taki 7400型
- Taki 8400型
- Taki 8450型
  - 其中，Taki8453在旧三保站前整修的“三保接触广场”静态保存。
- Taki 11500型
- Taki 12200型
- Hoki 2200型
- Hoki 5700型
- Hoki 7500型
- Tora 45000型
- Tora 70000型
- Tora 90000型
- Wamu 60000型
- Wamu 80000型
- Waki 5000型
- Yo 8000型

## 車站列表
接續路線的公司名以清水港線廢除時為準。全線位於靜岡縣清水市內。
| 中文站名     | 日文站名 | 英文站名 | 站間 距離 | 營業 距離 | 接續路線                 |
| ------------ | -------- | -------- | --------- | --------- | ------------------------ |
| 清水         |          |          | -         | 0.0       | 日本國有鐵道：東海道本線 |
| （貨）清水港 |          |          | 1.4       | 1.4       |                          |
| 清水埠頭     |          |          | 0.9       | 2.3       |                          |
| 巴川口       |          |          | 1.0       | 3.3       |                          |
| 折戶         |          |          | 2.8       | 6.1       |                          |
| 三保         |          |          | 2.2       | 8.3       |                          |